# Monumento al Meyazia 27
Il monumento al Meyazia 27 o monumento alla Vittoria o monumento Arat Kilo è un monumento commemorativo della liberazione dell'Etiopia dall'occupazione italiana. È situato al centro dell'omonima piazza di Addis Abeba.

## Storia
Il monumento, denominato Meyazia 27 in riferimento alla data del calendario etiopico (equivalente al 5 maggio del calendario gregoriano) in cui nel 1941 Hailé Selassié rientrò trionfalmente ad Addis Abeba dopo 5 anni esatti di occupazione italiana, fu inaugurato nel 1944 alla presenza dell'Imperatore.
Da allora ogni anno il 5 maggio l'imperatore posò ai piedi della statua una corona di fiori, dopo aver partecipato a una funzione religiosa nella chiesa del Salvatore del Mondo.
In seguito al colpo di Stato che portò al potere la giunta militare comunista del Derg, l'altorilievo del lato sud-est, raffigurante Hailé Selassié con la bandiera etiope, fu modificato trasformando il volto dell'Imperatore in quello di un guerrigliero; la data fu inoltre spostata al 6 aprile, in riferimento al giorno del 1941 in cui entrarono ad Addis Abeba le truppe britanniche, sudafricane e nigeriane guidate dal generale Alan Cunningham.
Dopo la caduta del regime, il monumento e la data furono riportati alle origini.
Il 15 marzo del 2016, in occasione della visita di Stato in Etiopia, il presidente della Repubblica Italiana Sergio Mattarella depose una corona di fiori ai piedi del monumento, in ricordo delle atrocità compiute dagli italiani negli anni di occupazione.

## Descrizione
Il monumento è costituito da un basamento cilindrico, decorato con incisioni e retto da 4 massicci pilastri decorati con altorilievi; su di esso si eleva un obelisco, simbolo della stele di Axum, coronato da una statua raffigurante il Leone di Giuda.
Il lato nord-ovest celebra gli arbegnuoc che combatterono contro l'occupazione italiana; il lato nord-est commemora i patrioti morti nei combattimenti; il lato sud-est onora l'imperatore Hailé Selassié sottolineando il suo ruolo nel processo di liberazione del Paese; il lato sud-ovest ricorda infine gli etiopi che emigrarono all'estero durante il regime fascista.
Per via della sua vicinanza al palazzo di Menelik II, residenza del primo ministro dell'Etiopia, e al palazzo del Parlamento, l'Arat Kilo è spesso usata come una metonimia del governo etiope.